# Rauma (Finland)
 For alternative betydninger, se Rauma. (Se også artikler, som begynder med Rauma)
Rauma (svensk: Raumo) er en af de ældste havnebyer i Finland. Byen er bygget op omkring et Franciskanerkloster med en kirke fra 1400-tallet. Rauma er et usædvanligt eksempel på en gammel nordisk by af træ. Selvom byen blev hærget af en brand i 1600-tallet har den bibeholdt sin arkitektoniske arv.
Centrum af byen blev indskrevet på UNESCOs Verdensarvsliste i 1991.